# Discographie de Lily Allen
La discographie de Lily Allen, chanteuse-compositrice britannique, est composée de deux albums studios, deux extended plays, neuf singles en tant qu'artiste en solo, deux singles en groupe et onze vidéoclips. Allen incorpore principalement des musiques de genre pop, ska, electropop et R&B. Elle devient célèbre grâce à son compte MySpace sur lequel elle y a exposé une démo en 2005. Sa popularité grandissante l'a menée à signer un contrat avec Regal Recordings. Son tout premier single, Smile, a été commercialisé en 2006 et atteint la UK Singles Chart pendant deux semaines. Son premier album studio, Alright, Still (2006), a été commercialisé peu de temps après.

## Albums

### Albums studio
| 2006 | Alright, Still - Sortie : 14 juillet 2006 - Label : Regal/EMI - Formats : CD, téléchargement       | 2 | 7 | 24 | 21 | 47 | 6 | 27 | 22 | 43 | 20 | - UK: 3 × Platine - AUS: Platine - CAN: Or - IRE: Platine - EU: Platine - US: Or       |  |  |  |  |
| 2009 | It's Not Me, It's You - Sortie : 9 février 2009 - Label : Regal/EMI - Formats : CD, téléchargement | 1 | 1 | 5  | 1  | 11 | 3 | 17 | 9  | 14 | 5  | - UK: 3 × Platine - AUS : 4x Platine - CAN : 2 × Or - IRE : 2 × Platine - EU : Platine |  |  |  |  |
| 2014 | Sheezus - Sortie : mai 2014 - Label : Regal, Parlophone - Formats : CD, téléchargement, vinyle     |   |   |    |    |    |   |    |    |    |    |                                                                                        |  |  |  |  |

### EPs
| Album |
| --- |
| F.U.E.P. - Sortie : 31 mars 2009 (exclusivité iTunes Store US) - Label : Capitol Records - Format : Téléchargement légal |
| Paris Live Session - Sortie : 24 novembre 2009 - Label : Regal/EMI - Format : Téléchargement légal                       |

## Singles
| 2006                                     | Smile                 | 1   | 14 | 27 | 86 | 16 | 6  | 10 | 6  | 38 | 49 | - US : Or                        | Alright, Still        |
| 2006                                     | LDN                   | 6   | 39 | —  | —  | —  | 21 | —  | 23 | —  | —  |                                  | Alright, Still        |
| 2006                                     | Littlest Things       | 21  | —  | —  | —  | —  | —  | —  | —  | —  | —  |                                  | Alright, Still        |
| 2007                                     | Alfie (A)             | 15  | —  | —  | —  | —  | 31 | —  | 15 | —  | —  |                                  | Alright, Still        |
| 2007                                     | Shame for You (A)     | 15  | —  | —  | —  | —  | —  | —  | —  | —  | —  |                                  | Alright, Still        |
| 2009                                     | The Fear              | 1   | 3  | 6  | 33 | 15 | 5  | 29 | 14 | 30 | 80 | - AUS : Platine - CAN : Or       | It's Not Me, It's You |
| 2009                                     | Not Fair              | 5   | 3  | 15 | —  | —  | 3  | 4  | 20 | 26 | —  | - AUS : Platinum                 | It's Not Me, It's You |
| 2009                                     | Fuck You (B)          | 104 | 23 | 1  | 37 | 14 | —  | 3  | —  | 18 | 68 | - AUS : Or - BEL : Or - FRA : Or | It's Not Me, It's You |
| 2009                                     | 22                    | 14  | 12 | 43 | —  | 23 | 12 | 18 | 28 | —  | —  | - AUS : Gold                     | It's Not Me, It's You |
| 2009                                     | Who'd Have Known      | 39  | 54 | —  | —  | —  | —  | —  | —  | —  | —  |                                  | It's Not Me, It's You |
| 2010                                     | Back to the Start (C) | —   | —  | —  | —  | —  | —  | —  | —  | —  | —  |                                  | It's Not Me, It's You |
| "—" non paru ou non classé dans le pays. |                       |     |    |    |    |    |    |    |    |    |    |                                  |                       |

Notes :

- A^ Au Royaume-Uni, Alfie est sorti en double single accompagné du titre Shame for You, ils sont donc classés ensemble.
- B^ Fuck You n'a pas été un single au Royaume-Uni, il s'est classé individuellement dans le pays lors de la sortie de l'album.
- C^ Back to the Start est sorti en vinyle à l'occasion du Record Store Day en 2010. Il a été édité à seulement 1 000 exemplaires[34].

### En duo
| Année                                    | Single                                                   | Classements | Classements | Classements | Classements | Classements | Album               |
| Année                                    | Single                                                   | UK          | AUS ,       | IRE         | NZ          | US          | Album               |
| ---------------------------------------- | -------------------------------------------------------- | ----------- | ----------- | ----------- | ----------- | ----------- | ------------------- |
| 2007                                     | Oh My God (Mark Ronson feat. Lily Allen)                 | 8           | 72          | 21          | —           | —           | Version             |
| 2007                                     | Drivin' Me Wild (Common feat. Lily Allen)                | 56          | —           | —           | —           | —           | Finding Forever     |
| 2010                                     | Just Be Good to Green (Professor Green feat. Lily Allen) | 5           | 49          | 17          | 32          | —           | Alive Till I'm Dead |
| 2011                                     | 5 O'Clock (T-Pain feat. Wiz Khalifa & Lily Allen)        | 6           | 29          | —           | 27          | 10          | RevolveЯ            |
| "—" non paru ou non classé dans le pays. |                                                          |             |             |             |             |             |                     |

## Clips vidéo
| Year | Chansons              | Director                                            |
| ---- | --------------------- | --------------------------------------------------- |
| 2006 | Smile                 | Sophie Muller                                       |
| 2006 | LDN                   | Nima Nourizadeh                                     |
| 2006 | Littlest Things       | Nima Nourizadeh                                     |
| 2007 | Alfie                 | Sarah Chatfield                                     |
| 2007 | Oh My God             | Nima Nourizadeh                                     |
| 2007 | Drivin' Me Wild       | Chris Robinson                                      |
| 2008 | The Fear              | Nez                                                 |
| 2009 | Not Fair              | Melina Matsoukas                                    |
| 2009 | Fuck You              | Arnaud Boutin, Camille Dauteuille et Clement Dozier |
| 2009 | 22                    | Jake Scott                                          |
| 2009 | Who'd Have Known      | James Caddick                                       |
| 2010 | Just Be Good to Green | Henry Scholfield                                    |